# MetLife Stadium
Il MetLife Stadium è uno stadio multiuso ubicato a East Rutherford nel New Jersey, non lontano da New York. L'impianto ospita le partite interne sia dei New York Giants sia dei New York Jets, ed è uno dei soli due stadi della National Football League ad essere condiviso tra due squadre.
Nel febbraio 2014 il MetLife Stadium ha ospitato il Super Bowl; nel 2025 ha ospitato la finale della Coppa del mondo per club FIFA e nel 2026 ospiterà la finale del campionato mondiale di calcio. Nel 2013 e nel 2019 ha ospitato due edizioni di WrestleMania, rispettivamente la 29 e la 35.

## Storia
Il progetto dello stadio ebbe origine quando il Giants Stadium, costruito nel 1976, a trent'anni dalla sua realizzazione si apprestava a diventare uno degli stadi più vecchi della NFL e i New York Jets manifestarono l'intenzione di costruire un proprio impianto. Lo stadio nelle intenzioni avrebbe dovuto chiamarsi West Side Stadium e sarebbe stato costruito a Manhattan, ma, essendo necessari per la sua realizzazione notevoli finanziamenti pubblici, il progetto naufragò e i Jets si accordarono con i Giants per realizzare un nuovo impianto, la cui costruzione venne finanziata dalle due società insieme. Il nuovo stadio ha rimpiazzato il Giants Stadium, che è stato demolito per fare posto ai parcheggi dell'attuale struttura.

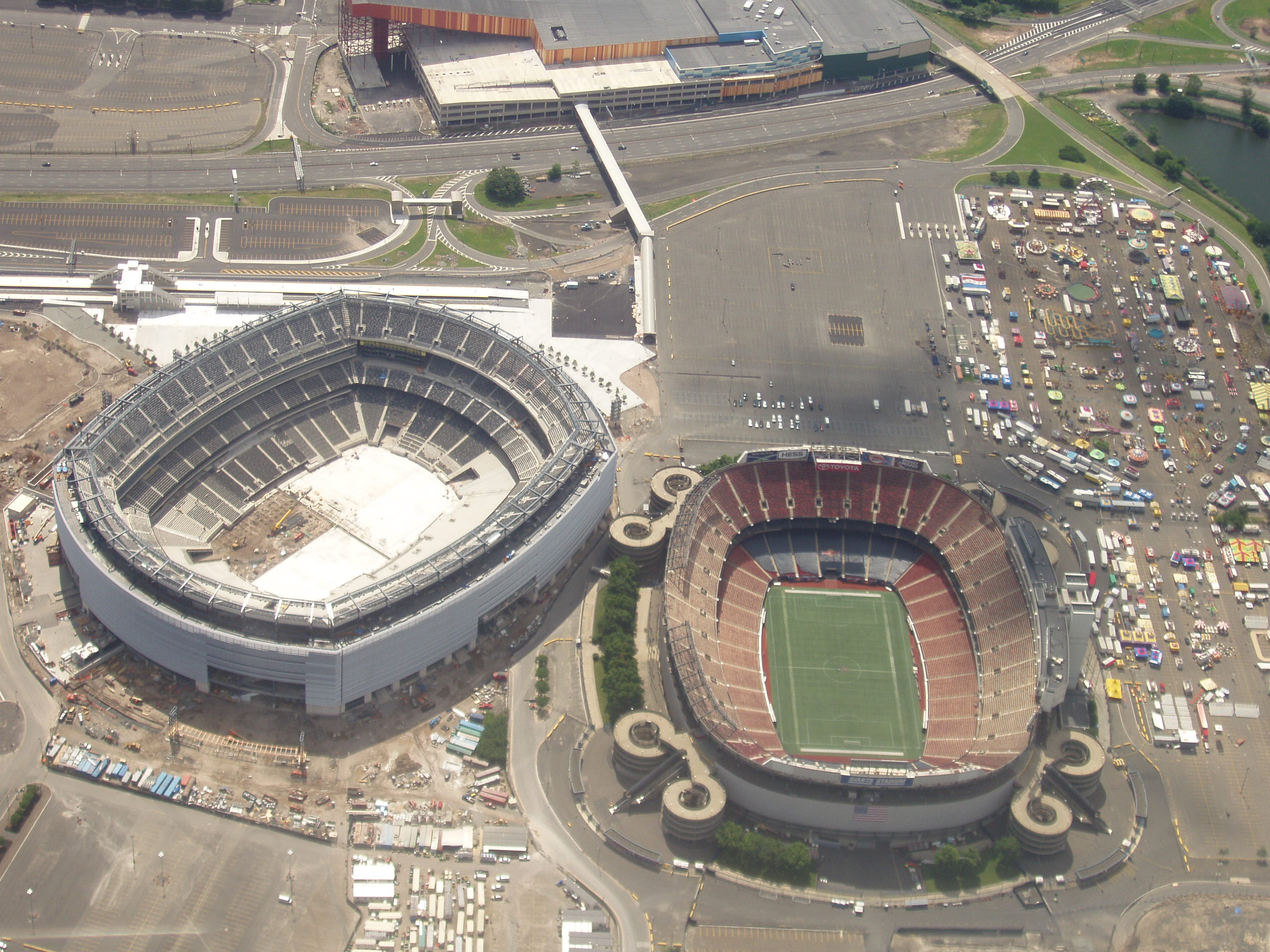
Il MetLife Stadium a fianco del vecchio Giants Stadium nel luglio 2009

I lavori ebbero inizio il 5 settembre 2007, e lo stadio fu aperto, con la denominazione di New Meadowlands Stadium, il 10 aprile 2010 con un incontro di lacrosse.
Lo stadio si eleva su tre livelli e ha una capienza di 82 566 spettatori, inclusi 10 000 posti riservati alle società e 218 suite di lusso; Il livello più basso ha una capienza di 33 346 spettatori, il livello medio di 21 323 spettatori e il livello superiore di 27 897 spettatori.
Lo stadio è privo di copertura, a differenza di altri impianti coevi che sono dotati di un tetto retrattile, e le proposte per la realizzazione di una copertura non sono andate a buon fine a causa di problemi relativi al suo finanziamento; questa limitazione impedisce all'impianto di ospitare eventi indoor come la Final Four di pallacanestro. Caratteristica dello stadio sono le facciate esterne dell'impianto, ricoperte da alette in alluminio ripiegabili, e l'illuminazione dall'interno che può cambiare colore: verde quando ospita le partite dei New York Jets, azzurro quando ospita le partite dei New York Giants, rosso quando ospita dei concerti e bianco quando ospita altri avvenimenti, similmente all'Allianz Arena di Monaco di Baviera, stadio anche questo condiviso tra le due grandi squadre di calcio della città, Bayern Monaco e Monaco 1860. La lunghezza totale delle feritoie è esattamente 50000 metri (50 chilometri) o 163 681 piedi o 31,1 miglia.
La gestione dell'impianto è affidata alla New Meadowlands Stadium Company, LLC; per cambiare le decorazioni del campo con i loghi delle squadre che si affrontano, due squadre di 4 persone ciascuna impiegano circa 18 ore per sostituire le 40 sezioni di erba sintetica nelle endzone (le zone dove si segnano i touchdown) delle squadre. A differenza di molti stadi della NFL, il logo della NFL è dipinto a centrocampo, al posto del logo di una delle due squadre. I loghi squadra sostituibili a centrocampo sono stati rimossi nel mese di agosto 2010, dopo che il 16 giugno Domenik Hixon, kick returner dei Giants, si era rotto il legamento crociato anteriore durante una seduta di allenamento.

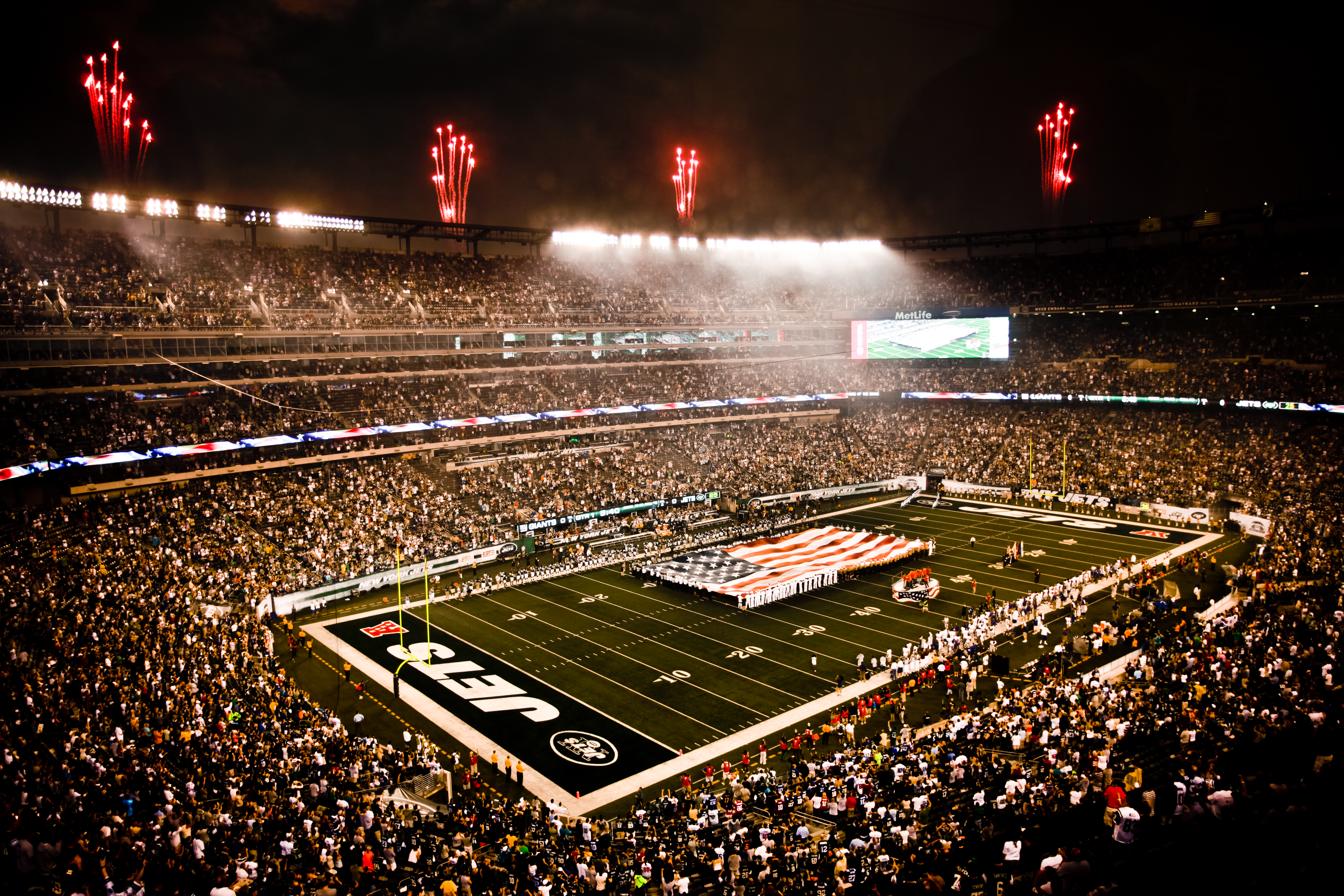
Giants-Jets 16 agosto 2010

Dopo la sua apertura, il 7 maggio 2010 lo stadio ospitò il suo primo incontro di calcio, fra le nazionali del Messico e dell'Ecuador, registrando nell'occasione quasi il tutto esaurito. 

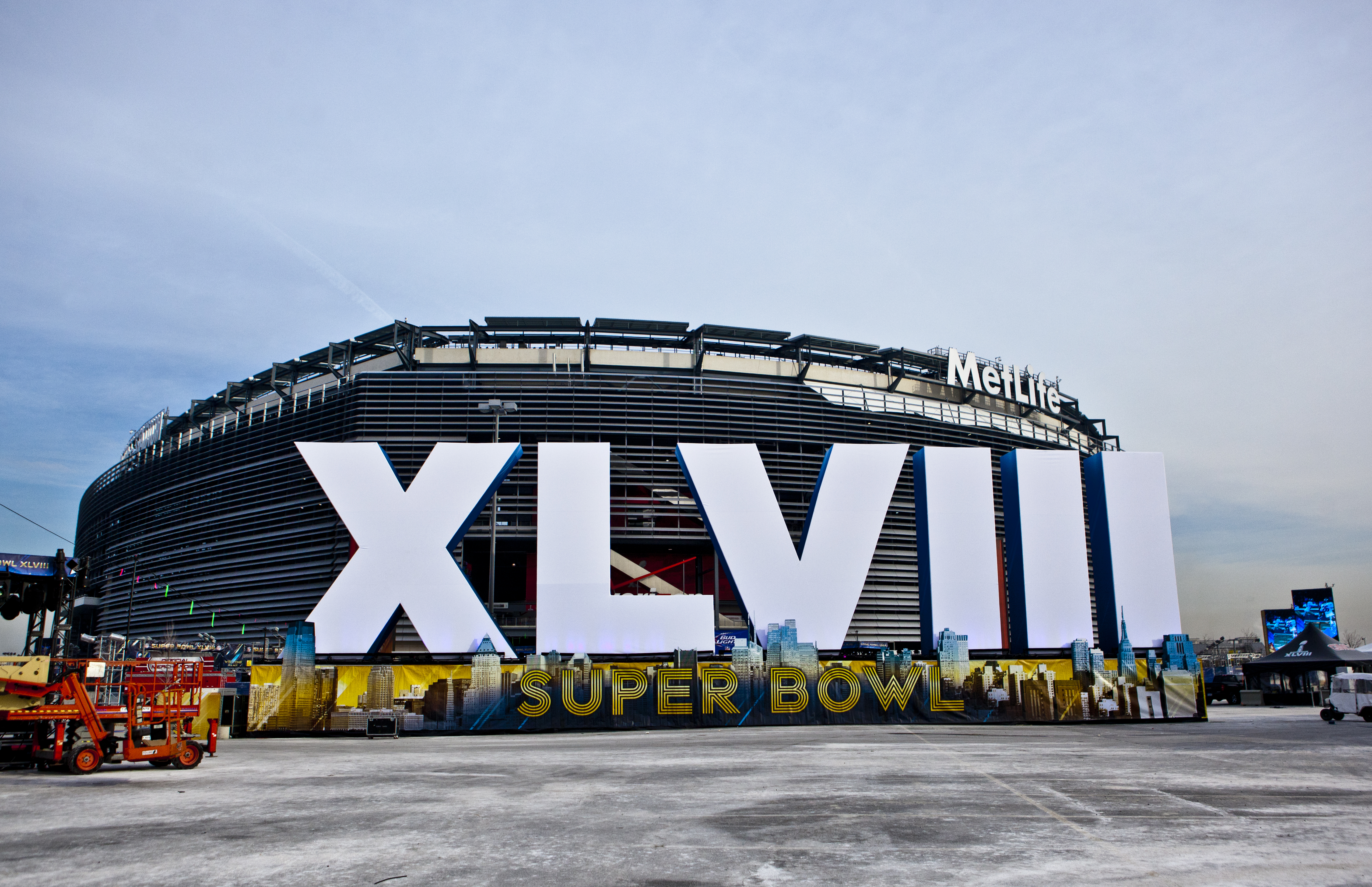
Super Bowl XLVIII

L'inaugurazione ufficiale dello stadio si svolse il 26, 27 e 29 maggio 2010 con tre concerti dei Bon Jovi, parte del The Circle Tour.
Il primo incontro di football americano venne disputato il 16 agosto 2010 tra Giants e Jets, prima dell'inizio della nuova stagione NFL che avrebbe visto le due squadre nel nuovo stadio, mentre la prima partita ufficiale della stagione NFL è stata disputata il 12 settembre 2010 tra i Giants e i Carolina Panthers.
Nel giugno 2011 i diritti di denominazione sono stati acquistati dalla compagnia assicuratrice MetLife per 25 anni. La nuova denominazione dello stadio è stata resa ufficiale il 23 agosto 2011.
La società finanziaria tedesca Allianz aveva manifestato interesse nel comprare i diritti di denominazione dello stadio, con una proposta per un periodo di 30 anni e un valore stimato tra 20 milioni e 30 milioni di dollari. La proposta provocò le proteste della comunità ebraica di New York, a causa degli stretti legami che vi furono tra la Allianz e il regime nazista durante la seconda guerra mondiale. La trattativa tra la Allianz e le due società terminò il 12 settembre 2008 senza che venisse raggiunto un accordo.

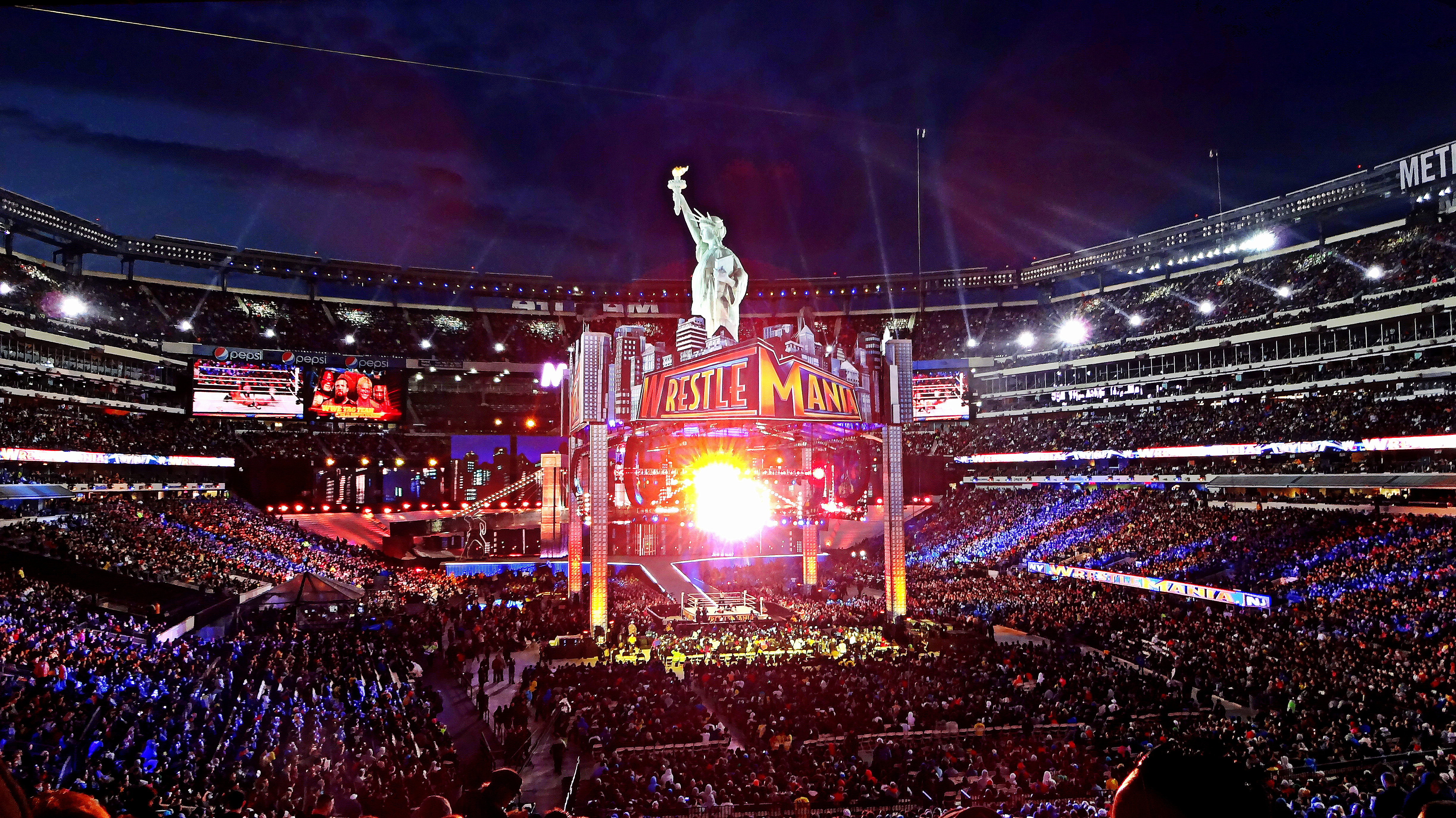
WWE WrestleMania 29

Il 7 aprile 2013 lo stadio ospitò l'edizione 29 di WrestleMania, il più importante evento in pay-per-view della WWE.
Il 2 febbraio 2014 nell'impianto si disputò il XLVIII Super Bowl, tra i Denver Broncos, vincitori dell'American Football Conference, e i Seattle Seahawks, campioni della National Football Conference. La finale vide vincitori i Seattle Seahawks con il punteggio di 43-8.
Tra i concerti ospitati nello stadio ci sono il concerto degli U2 il 20 luglio 2011 (nell'U2 360º Tour) e il concerto di Nicki Minaj il 3 giugno 2012 nel Pink Friday Tour.
Nel 2015 ospitò due incontri dei quarti di finale della Gold Cup e nel 2016 fu uno degli stadi che ospitò l'edizione del centenario della Copa América, tra cui la finale.

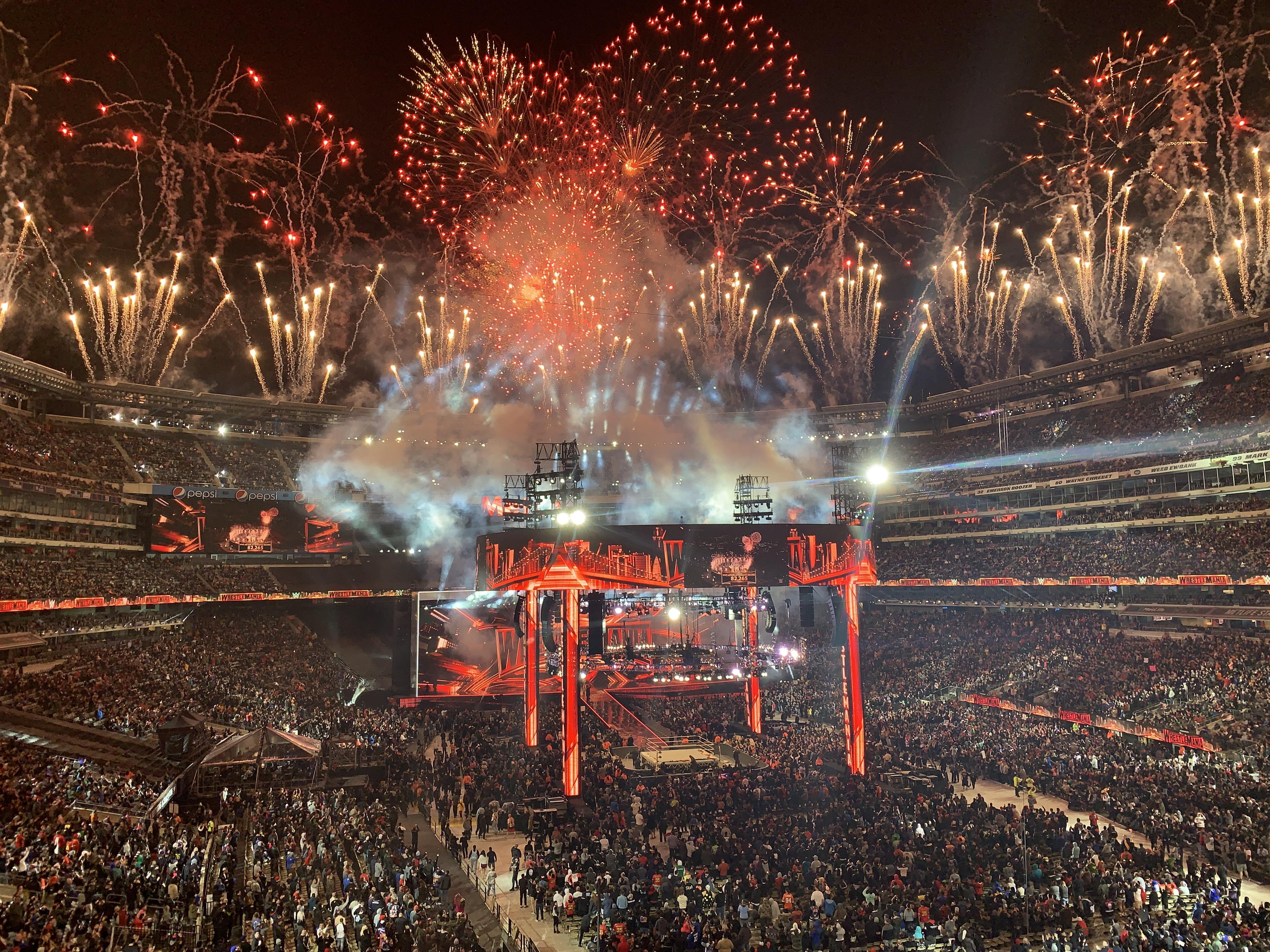
WWE WrestleMania 35

Il 7 aprile 2019 ha ospitato per la seconda volta WrestleMania, alla sua 35ª edizione.
È stato sede dell'ultima partita del Mondiale per Club FIFA 2025, che ha visto trionfare il Chelsea sul PSG. 

## Calcio

### CONCACAF Gold Cup
CONCACAF Gold Cup 2015
| Data           | Squadra #1        | Risultato     | Squadra #2 | Fase del torneo  | Spettatori |
| -------------- | ----------------- | ------------- | ---------- | ---------------- | ---------- |
| 19 luglio 2015 | Trinidad e Tobago | 1–1 (5-6 dtr) | Panama     | Quarti di finale | 74187      |
| 19 luglio 2015 | Messico           | 1–0 (dts)     | Costa Rica | Quarti di finale | 74187      |

### Copa América Centenario
| Data           | Ora (UTC-6) | Squadra #1 | Risultato       | Squadra #2 | Fase del torneo  | Spettatori |
| -------------- | ----------- | ---------- | --------------- | ---------- | ---------------- | ---------- |
| 12 giugno 2016 | 18:30       | Ecuador    | 4 - 0           | Haiti      | Gruppo B         | 50 976     |
| 17 giugno 2016 | 20:00       | Perù       | 0 - 0 (2-4 dtr) | Colombia   | Quarti di finale | 79 194     |
| 26 giugno 2016 | 20:00       | Argentina  | 0 - 0 (2-4 dtr) | Cile       | Finale           | 82 026     |

## Trasporti
L'impianto è collegato alla città di Hoboken tramite la linea Meadowlands del New Jersey Transit Rail.